# Folclore veronese
Il folclore veronese basa le sue radici in una tradizione e storia millenaria, in particolare nel Medioevo, durante il quale Verona fu per un certo periodo libero comune ed in seguito un'importante signoria sotto gli Scaligeri.

## La città marmorina

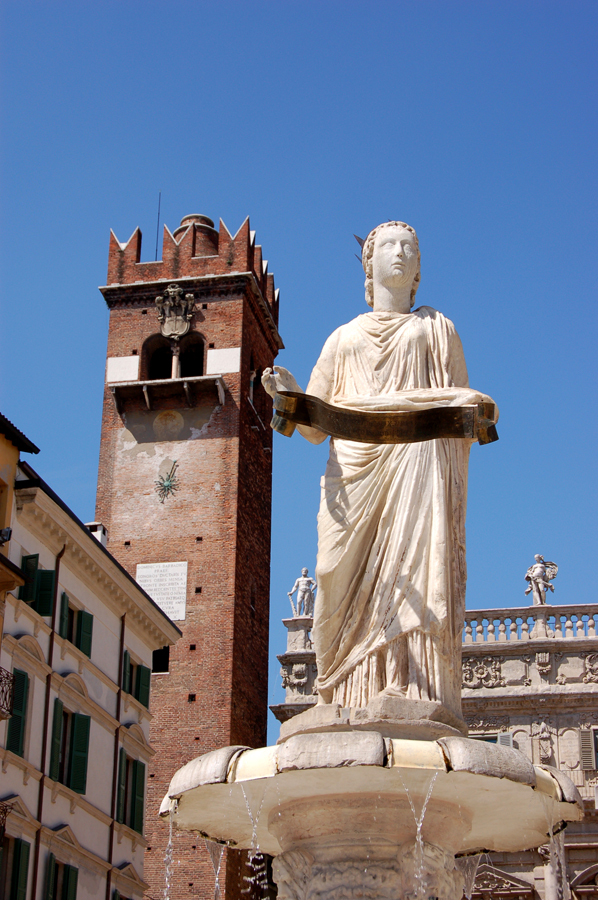
La statua di Madonna Verona con il piedistallo portante la frase Marmorei Verona

Già il Versus de Verona insiste sull'ampio uso della pietra nell'arredo urbano, uso che sta alla base della motivazione per cui nel Medioevo Verona venne detta Marmora o Marmorina, denominazione che compare già all'inizio del XIII secolo nel poema franco-veneto Uggeri il Danese. L'appellativo trae origine dai numerosi edifici e monumenti in pietra, costruzioni che negli stranieri dovevano suscitare una certa soggezione o impressione: l'Arena di Verona, il teatro romano, le porte Borsari e Leoni, l'arco dei Gavi, l'arco di Giove Ammone (oggi non più presente, poiché è andato distrutto nel XVII secolo), e numerosi edifici romani che fino al XV secolo sono stati in parte conservati, ma anche i palazzi costruiti da Teodorico da Verona o in epoca comunale.
Nel poema De Scaligerorum origine di Ferreto dei Ferreti compare l'appellativo marmoris urbs, mentre Cangrande I della Scala viene anche chiamato marmoreus dux. Nello stesso periodo, nel trattato Delle rime volgari di Antonio da Tempo Verona viene indicata come vicus Marmoris. Giovanni Boccaccio fa svolgere buona parte della storia d'amore di Florio e Biancifiore (protagonisti del Filocolo) nella città di Marmorina, nome che dà a Verona, di cui fornisce vari elementi per identificarla.
In particolare, durante la Signoria di Cansignorio della Scala, l'appellativo di marmorea divenne simbolo della città. Simbolo maggiore divenne la fontana di Madonna Verona (in realtà una statua romana), eretta nel 1368: la parte inferiore del piedistallo è formato da quattro teste coronate con le rispettive iscrizioni, di cui una ancora decifrabile, nonostante l'usura del tempo: (MAR)MOREI VERONA. Due anni dopo lo scaligero fece sopraelevare la torre del Gardello collocandovi il primo orologio pubblico cittadino. Presso la torre è visibile un'epigrafe:
E sempre opera di Cansignorio fu il ponte delle Navi, in cui un'iscrizione ricordava la paternità (il ponte originale è andato distrutto) e che egli aurea marmoree genti qui secula duxit, ovvero che ricondusse al popolo marmoreo il secolo d'oro: alla sua morte aveva lasciato una città di marmo.

## San Zeno
Ogni città ha una cultura popolare molto antica, spesso legata al suo santo patrono, oppure a grandi personalità che vi soggiornarono.
Anche Verona ha un particolare legame col suo santo, reso ancora più forte per le opere che gli furono dedicate.
Ad esempio la basilica, sede di uno dei più antichi monasteri benedettini, ha un portale di bronzo in cui sono scolpiti gli aneddoti legati alla vita e ai miracoli del santo.
Tra i più importanti, quello della scommessa col diavolo,  la liberazione di una indemoniata, il miracolo dell'acqua.

## Santa Lucia
Una caratteristica fondamentale di Verona è la differenza nelle feste natalizie: mentre in quasi tutta Italia i doni vengono portati da Babbo Natale, Gesù bambino o la Befana, a Verona questo ruolo è svolto da Santa Lucia (Santa Lùssia in veronese).
Questa usanza deriva da un fatto realmente accaduto: durante il XIII secolo un'epidemia colpì soprattutto gli occhi dei bambini ed essendo Lucia la protettrice delle malattie degli occhi, le mamme veronesi fecero voto, in caso di guarigione dei propri figli, di portare il 13 dicembre dei doni ai bambini poveri della città.
Da allora la tradizione è rimasta e si è espansa negli anni, fino al tradizionale raduno dei banchéti de Santa Lùssia in Piazza Bra: bancarelle che vendono dolciumi, giocattoli e vestiti.
Tradizionalmente Santa Lucia viene la notte, a cavallo di un asino (el musseto) a cui si dona paglia e latte per il lungo viaggio, ed accompagnata dal suo fattore (el castàldo de Santa Lùssia) che trasporta tutti i doni (da cui deriva il modo di dire Te me pari el castàldo de Santa Lùssia per schernire chi trasporta pacchi e pacchettini).
Non si limita alla sola notte del 12, ma si fa precedere da piccoli doni nei giorni precedenti, annunciati da campanelli.
Nei tempi andati lasciava i doni nelle scarpe poste fuori dalle finestre (soprattutto caramelle, arance ed altri dolciumi), ma da allora mantiene la tradizione di portare il carbone ai bimbi che non si sono comportati bene durante il corso dell'anno.
Per sottolineare questo tradizionale giorno di festa per la città di Verona, su esempio del Teatro alla Scala, si celebra ogni anno "La Prima", lo spettacolo inaugurale della stagione invernale al Teatro Filarmonico.  In quest'occasione l'entrata del pubblico della platea e dei palchi al teatro avviene dal Museo Lapidario Maffeiano.

## Lapastissada de caval

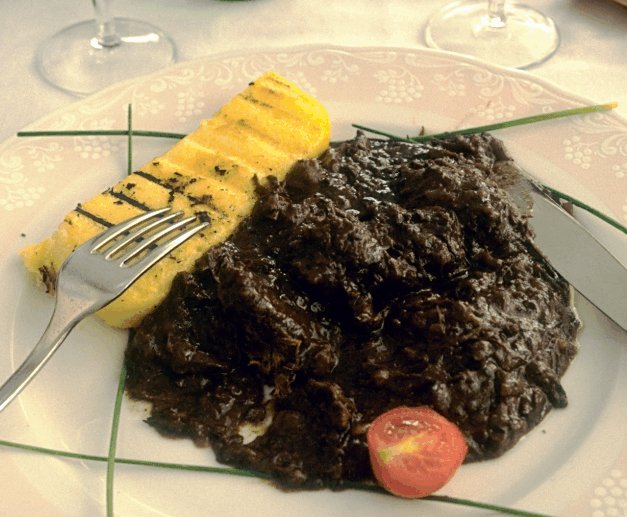
Un piatto di pastissada con una fetta di polenta

Il famoso piatto a base di carne di cavallo avrebbe precise origini storiche.
Secondo alcuni antichi racconti, riportati da Cesare Marchi, dopo la grande battaglia tra Teodorico e Odoacre (489), quest'ultimo avrebbe concesso ai veronesi ormai in preda alla fame, di potersi cibare dei cavalli caduti sul campo.
Giulio Cesare Croce scrive di questa vicenda, e indica proprio nel contadino Bertoldo colui che suggerì a Teodorico la ricetta della pastissada, per non dover mangiare le carcasse degli animali già semi-putrefatte: mettendole prima per qualche tempo in alcune anfore piene di spezie l'odore e il sapore, appunto, della putrefazione, sarebbero stati coperti.
L'abitudine di mangiare carne di cavallo avrebbe così preso piede, nonostante gli interdetti lanciati ripetutamente dai vescovi nei secoli successivi: oltre ad essere considerato animale domestico, il cavallo era associato dalla chiesa ai culti pagani nordici (nella tradizione germanica esso era immolato al momento della morte del condottiero per aiutarlo a raggiungere il Valhalla, oltretomba di Odino).
Agli occhi dei cristiani era la bestia preferita dal diavolo, capace di "possedere" il destriero disarcionando e uccidendo il padrone: due sono le storie di cavalli indemoniati scolpite sul portale di san Zeno.
La prima riguarda un carrettiere trasportato via di furia dal suo cavallo ma salvato dal santo proprio mentre stava per finire nell'Adige.
La seconda è contenuta nella famosa leggenda di Teodorico, scolpita in parte sulle formelle romaniche in bronzo del portale (ora non visibili per il portone esterno che le ricopre), e rielaborata dai versi di Carducci: essa racconta di come il re goto, dopo avere fatto un bagno nell'Adige, montasse su un destriero per andare a caccia: in realtà il cavallo era Satana che lo trasportò in gran carriera oltre gli Appennini, per scaricarlo nella bocca di un vulcano:
(Giosuè Carducci, La Leggenda di Teodorico)

## Bacanal del Gnoco

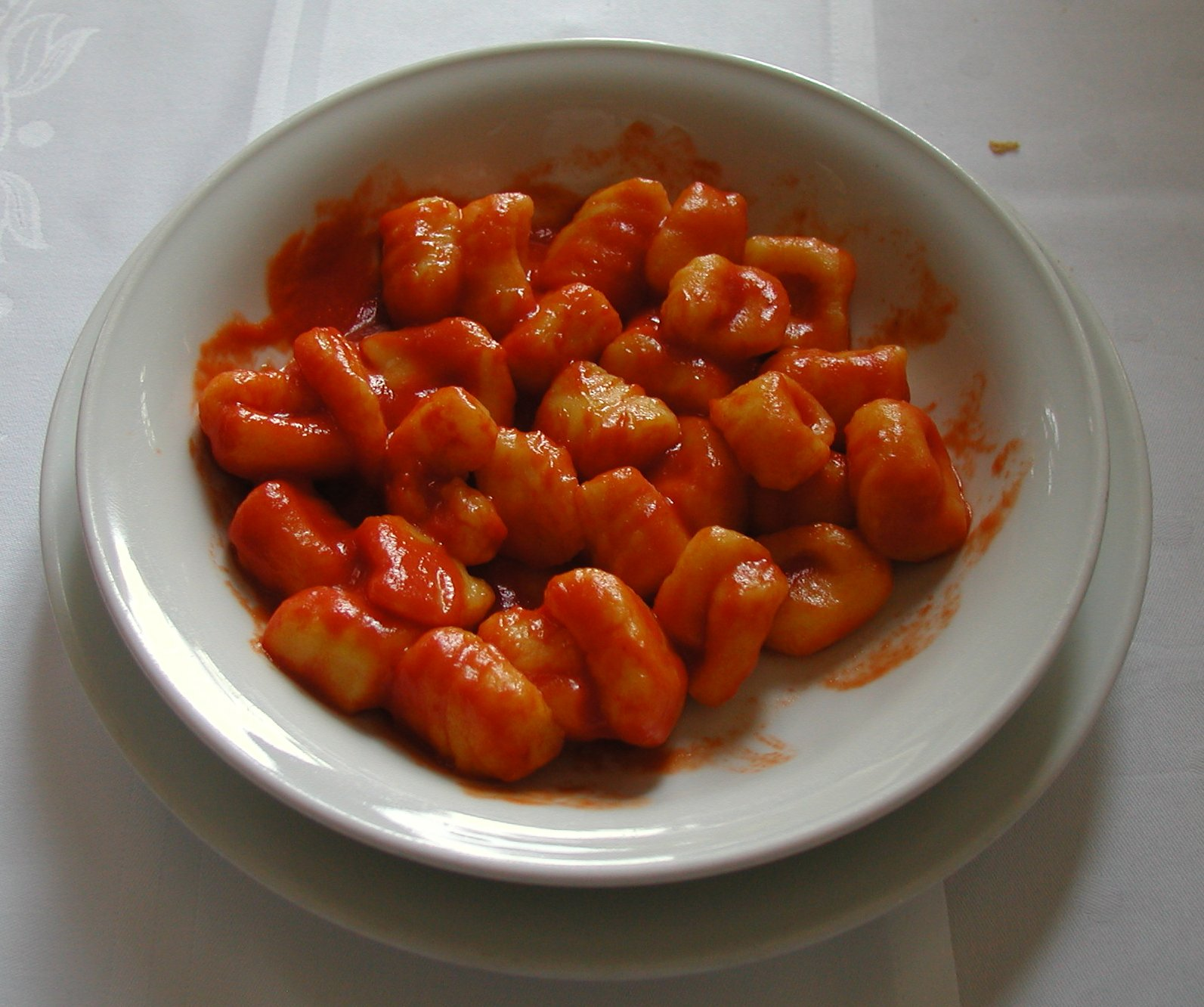
Un piatto di gnocchi al pomodoro

Fra il 1520 e il 1531 a causa di un'inondazione dell'Adige e delle scorrerie dei Lanzichenecchi, Verona aveva subito una terribile carestia.
Il 18 giugno 1531 la popolazione, affamata e disperata, andò ad assaltare i fornai di San Zeno per far provviste di grano e di pane.
La situazione fu salvata dalla nomina di alcuni cittadini che provvidero, a loro spese, a rifornire di viveri i cittadini più poveri della contrada.
La tradizione popolare vede in Da Vico il fondatore del Baccanale del Gnocco, avendo distribuito a sue spese tra la popolazione viveri di prima necessità, come pane, vino e formaggio, nell'ultimo venerdì di Carnevale. Nel suo testamento presente all'Archivio di Stato di Verona, non vi è traccia alcuna della parola carnevale e viene indicato come unico erede il figlio Marcantonio.
Da questo avvenimento deriva infatti la maschera principale del Papà del Gnoco, un barbuto anziano e pingue che distribuisce gnocchi alla gente, aiutato dai suoi servitori gobbi (i gobeti), probabilmente derivati dalle cariatidi della basilica.
Il "Bacanal del Gnoco" è sempre stato svolto dalla cittadinanza e dopo la seconda guerra mondiale la carica del Papà del Gnoco è diventata elettiva.
Viene oggi eletto tra gli abitanti del quartiere di San Zeno e partecipa come re del Carnevale di Verona.
Al nucleo originale di maschere del quartiere di San Zeno si sono via via uniti vari personaggi che rappresentano i quartieri cittadini ed i principali paesi limitrofi.
La tradizionale festa popolare vede l'obbligo di imbandire la tavola del "Venerdì Gnocolar" di un piatto di gnocchi di patate, oltre ovviamente alla partecipazione al "Bacanal".

## Leanguane
Si narra che a Borgo Santo vivevano delle strane creature femminili, seducenti sirene capaci di ammaliare i passanti per poi trasformarsi davanti a loro in terribili streghe dai piedi caprini e dal cappello a sonagli.
Con seni così grandi e lunghi da poterseli buttare sulle spalle in grosse ceste dove allattano i loro piccoli.
A volte si vedrebbero stendere i panni tendendo un filo tra i monti Erio e Verena, oppure a ballare su un filo sospeso nel vuoto tra i monti intorno a Rivoli.
Di queste creature mitiche sopravvive la memoria in alcune statuette in legno intagliate un tempo dagli artigiani di Cadore.
Le anguane non sono proprie però solo del folklore veronese, ma anche di quello lombardo e veneto in generale.

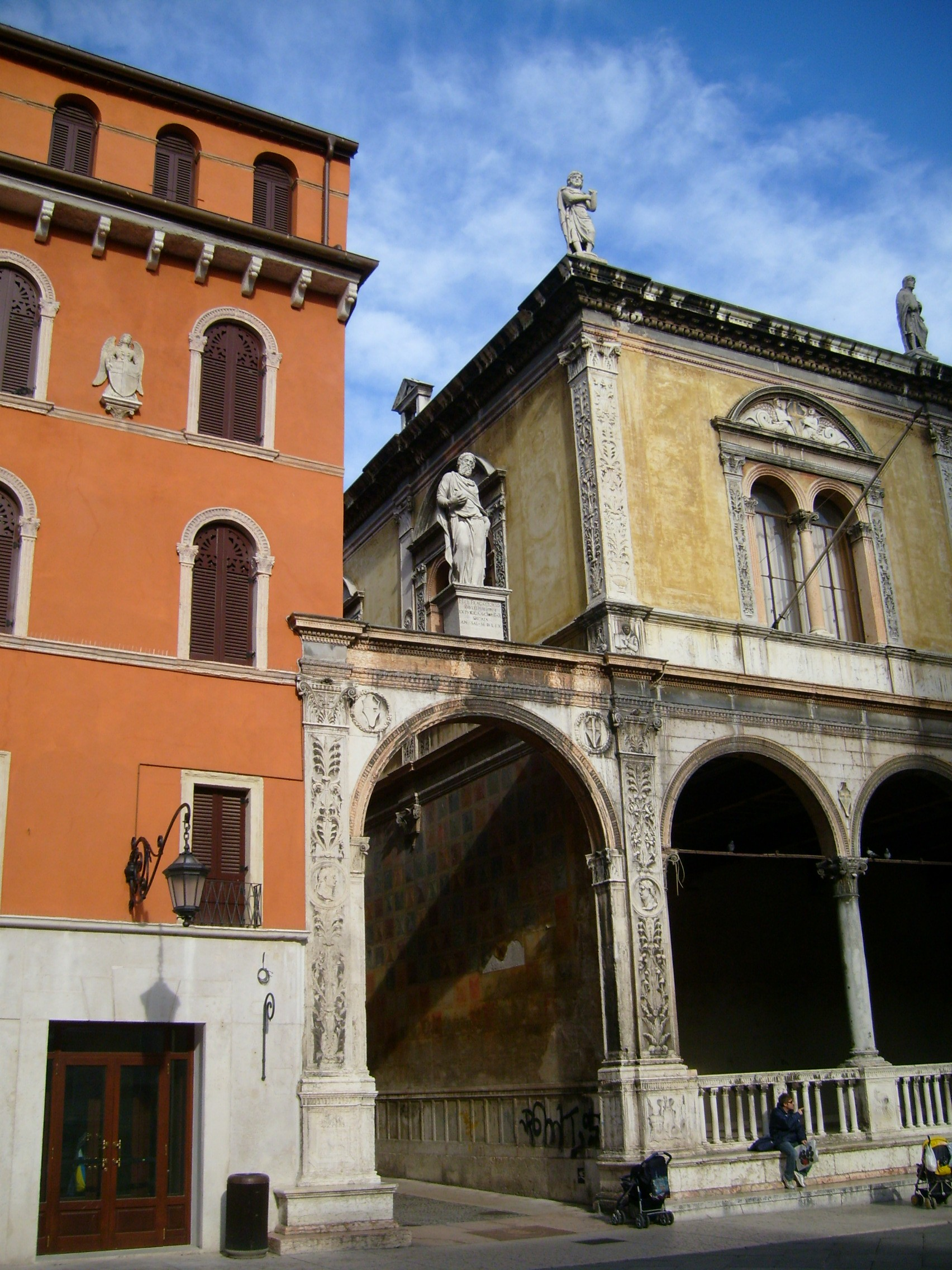
La statua di Girolamo Fracastoro

## Labala de Fracastoro
Nel punto esatto in cui via Fogge sbocca in piazza dei Signori si trova un arco sopra cui è collocata una statua di Girolamo Fracastoro, che regge in mano un globo terracqueo, chiamato familiarmente dai veronesi la bala, cioè la palla, de Fracastoro. Nelle vicinanze si trovava l'antico tribunale, e dunque in tempi antichi transitavano ogni giorno sotto l'arco molti giudici e avvocati. Il popolino, che guardava ad essi con sospetto, per sbeffeggiarli coniò una profezia, finora mai avveratasi: "la bala cadrà sulla testa del primo uomo onesto che vi passerà sotto".